# Jan Willem Herman Hamilton of Silvertonhill
Jan Willem Herman Hamilton of Silvertonhill (Staphorst, 8 september 1840 - Avereest, 5 december 1871 was een Nederlandse burgemeester.

## Leven en werk
Hamilton was een zoon van Theodor Christian Wilhelm Hamilton of Silvertonhill (1804-1857), belastingontvanger, en Helena Dumon (1810-1900).
In 1867 werd hij benoemd tot burgemeester en in 1868 tot secretaris van Oldemarkt. Eerder waren zijn neef Jan Koning, oom Klaas Koning en grootvader Willem Dumon burgemeesters in deze plaats. Hij overleed in 1871 op 31-jarige leeftijd en werd begraven in Dedemsvaart.